# NGC 2462
NGC 2462 ist eine Spiralgalaxie vom Hubble-Typ S im Sternbild Luchs am Nordsternhimmel. Sie ist schätzungsweise 387 Millionen Lichtjahre von der Milchstraße entfernt und hat einen Durchmesser von etwa 45.000 Lichtjahren. 

Im selben Himmelsareal befinden sich u. a. die Galaxien NGC 2458, NGC 2463, NGC 2469, NGC 2473.
Das Objekt wurde am 20. Februar 1851 von Bindon Blood Stoney entdeckt und von Johan Ludvig Emil Dreyer in den New General Catalogue aufgenommen.